# マルク・コマ

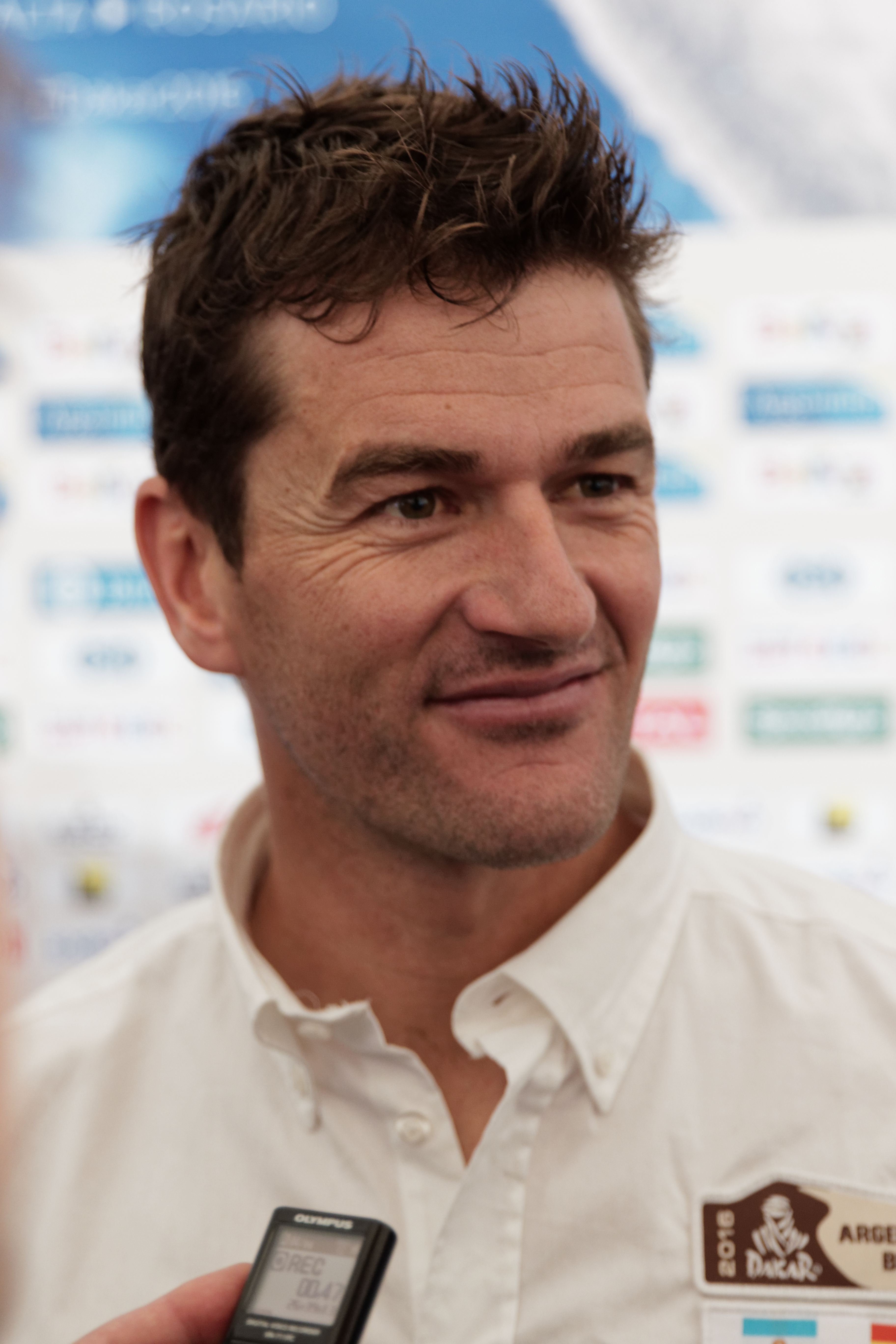
2016年

マルク・コマ・イ・キャンプス（Marc Coma i Camps、1976年10月7日 - ）はスペイン・バルセロナ出身の二輪オフロードライダー。ダカール・ラリーの二輪部門を5度制覇した。

## 経歴

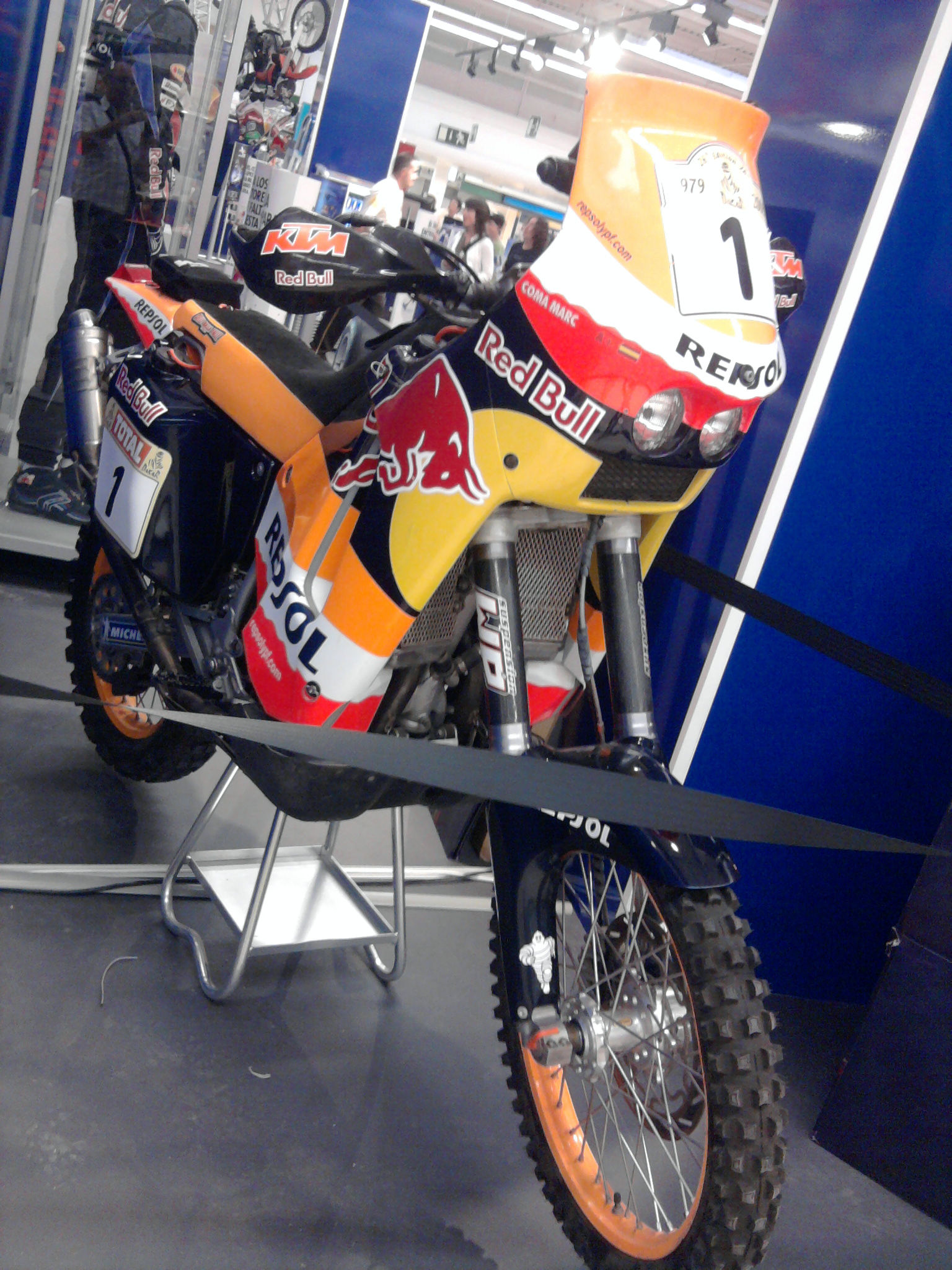
KTM・660（2006年優勝時のマシン）

父もクロスカントリーレーサーで、スペインモトクロス選手権シニアクラスで入賞する腕前だった。コマは8歳のときにモンテッサのバイクを与えられ、山道をオートバイで走っていた。
1995年からダカール・ラリーを目指してエンデューロの国内及び世界選手権に参加した。1995年のスペインジュニア選手権および1998年のISDEジュニアクラスを制覇した。
世界選手権で4〜6位を右往左往していたある時、自分がこの競技で限界に来ていること、そして経験は十分積んだことを感じて止め時を悟り、ラリーへの転向を決断した。
2002年にダカールへデビューし、翌年ナニ・ロマ、イシドル・エステべ（後に半身不随となるが双竜自動車から参戦）といったスペイン人ライダーとともにKTMから参戦する。2005年に総合2位を獲得し、翌年に初優勝を飾る。ロマは2004年の初優勝を最後に四輪へ転向し、3度の王者リシャール・サンクは2004年、2度の王者ファブリツィオ・メオーニが2005年にそれぞれ事故死したため直近5年の優勝者はコマ以外は同じKTM陣営のシリル・デプレのみとなり、以降は彼と天下を分け合うこととなる。
南米移転後の2009年はコマが初日にトップとなった後に一度もリーダーを譲らず優勝した。この勝ち方は1997年のステファン・ペテランセル以来であった。
逆に2007年は終始リードしていたにもかかわらず、DAY13でクラッシュしリタイアという劇的な幕切れとなった。また2010年は散々で、4度のステージ勝利を得るものの、第3ステージではエンジンがオーバーヒート、第7ステージではサービスの違法性を問われて6時間のタイムペナルティを受けるなどして15位完走がやっとだった。
最大排気量が450ccに制限された2011年は、デプレのペナルティにも助けられ、わずか15分4秒差でコマが勝利するという激闘ぶりであった。
デプレが四輪に転向した2015年大会では数々のマシントラブルに見舞われるも、チームメイトのサポートを受けて優勝に漕ぎ着けた。これはスペイン人として初のチャンピオン防衛（部門2連覇）となった。この後コマも引退を表明した。
ダカールの通算勝利数は5度（2006、2009、2011、2014、2015年）で、デプレとシリル・ヌヴーに並ぶ歴代2位タイ記録である（非フランス人ライダーとしては単独1位）。また2005、2006、2009、2011、2012年はデプレとコマの1-2フィニッシュであった。2005年から2015年大会までの11年間で、二輪部門で優勝したのはコマとデプレだけだった。
またFIMクロスカントリーラリー世界選手権でも6度（2005、2006、2007、2010、2012、2014年）チャンピオンとなった。特に2010年には5戦全勝だった。
コマとデプレの間には一定のリスペクトがあり、表面化した争いには発展しなかったものの、同時にライバルとして親密な関係にもなれず、互いの情報も共有し合わなかったという。
最後の2015年大会でも優勝したが、この時必要以上にリスクを取っている自分に気づき、まだ勝てる実力があるとは理解しつつも、止め時と考えて引退を決断した。
コマはデプレとは異なり四輪転向はせず、40歳目前で管理職を志すことにした。2016〜2018年はASO（アモリ・スポル・オルガニザシオン）に加入し、エティエンヌ・ラヴィーンに代わってダカールのレースディレクターを務めた。
ビジネススクールのIESEを経て2019年にKTMスペイン法人に入社し、1年の経験を積んだ後の2020年にCEOとなった。
2020年大会やそのテスト参戦に限り、トヨタ・ハイラックスを駆るF1王者フェルナンド・アロンソのナビゲーターとして競技に復帰したことで注目を集めた。
2022年はKTMとその傘下のガスガス、ハスクバーナのアドバイザーとしてダカールに同行した。この年ダカールを制したのはガスガスだった。